# Allueva
Allueva település Spanyolországban, Teruel tartományban. Allueva Anadón, Huesa del Común, Loscos, Salcedillo, Torrecilla del Rebollar és Fonfría, Teruel községekkel határos. Lakosainak száma 30 fő (2024).

## Népesség
A település lakosságának változását az alábbi diagram mutatja:
| Lakosok száma | 16   | 13   | 13   | 15   | 21   | 15   | 31   | 26   | 21   | 30   |
|               | 2001 | 2004 | 2007 | 2009 | 2012 | 2014 | 2017 | 2019 | 2022 | 2024 |